# Sorn (ca sĩ)
Chonnasorn Sajakul (Thai: ชลนสร สัจจกุล, RTGS: Chonnason Satchakun, Tên tiếng Hàn: Kim So-eun, Hangul: 김소은, Hanja: 金昭誾, Hán-Việt: Kim Tố Ân, sinh ngày 18 tháng 11 năm 1996), được biết đến nhiều hơn với nghệ danh Sorn (Hangul: 손, Thai: สร), là một ca sĩ người Thái Lan hiện đang hoạt động tại Hàn Quốc. Cô được biết đến nhiều hơn với tư cách là người chiến thắng trong chương trình K-Pop Star Hunt Season 1 năm 2011, và sau này là cựu thành viên của nhóm nhạc nữ Hàn Quốc CLC do Cube Entertainment thành lập và quản lý. Cô cũng có kênh Youtube cá nhân tên PRODUSORN.

## Tiểu sử
Sorn sinh ra ở Thái Lan vào ngày 18 tháng 11 năm 1996. Kể từ khi còn nhỏ, mẹ cô cho phép cô có những bài học thanh nhạc để đạt được mục tiêu của mình khi trở thành ca sĩ. Cô cũng xuất thân từ một gia đình may mắn, nơi bố cô làm việc cho Thủ tướng Thái Lan. Năm 2011, cô thi đấu tại tvN's K-Pop Star Hunt và được mệnh danh là người chiến thắng của mùa đầu tiên.
Năm 2013, Sorn xuất hiện trong một bộ phim tài liệu mang tên Seoul: Capital of K-Pop (Inside K-Pop), nơi cô nói về cuộc đời thực tập sinh và những gì liên quan đến và xuất hiện trong một bộ phim tài liệu cùng với Seunghee. Cô cũng đã làm một bài hát cộng tác với G.NA được gọi là Because You Are The One, được hát bằng tiếng Anh.

## Sự nghiệp

### Trước khi ra mắt
Năm 2011, cô tham gia  K-Pop Star Hunt mùa đầu tiên và giành chiến thắng chung cuộc.
Năm 2013, Sorn xuất hiện trong một bộ phim tài liệu mang tên Seoul: Capital of K-Pop (Inside K-Pop), nơi cô nói về cuộc đời thực tập sinh và những gì liên quan đến và xuất hiện trong một bộ phim tài liệu cùng với Seung-hee. Cô cũng đã làm một bài hát cộng tác với G.NA được gọi là Because You Are The One, được hát bằng tiếng Anh.

### 2015: Ra mắt với CLC
Sorn được tiết lộ là thành viên đầu tiên của nhóm nhạc nữ CLC. Nhóm chính thức ra mắt vào ngày 19 tháng 3 năm 2015 với mini album ra mắt đầu tiên của họ, First Love. Sorn đảm nhận vị trí hát thứ chính của nhóm.

### 2017-2021: Produsorn, hoạt động solo, "Run" và rời CLC
Vào ngày 21 tháng 4, Sorn bắt đầu phát trực tiếp trên kênh United Cube YouTube với chuỗi sự kiện trực tiếp Cheat Key của cô, Produsorn Live. Chương trình kéo dài 8 số cho đến ngày 26 tháng 5 và có sự góp mặt của các thành viên CLC. Chương trình đánh dấu bước đột phá đầu tiên của Cube Entertainment vào lĩnh vực phát trực tiếp trên YouTube.
Vào tháng 1 năm 2019, Sorn ra mắt kênh YouTube riêng Produsorn. Các video của cô hiện được đăng tải độc quyền trên kênh Produsorn. Cô tải lên tổng hợp các vlog đời thường, hậu trường, các bản cover bài hát, Hỏi & Đáp và video mở hộp. Các thành viên CLC và Minnie của (G)I-dle thường xuyên xuất hiện. Vào ngày 18 tháng 8 năm 2021, Sorn tiết lộ đã xóa tất cả các video trước đó và đã khởi động lại kênh của mình.
Sorn bắt đầu đăng video trên TikTok vào đầu năm 2020. Cô đã có hơn 2,5 triệu người theo dõi, tính đến tháng 9 năm 2021.
Vào tháng 10 năm 2020, Sorn đã ra mắt bộ sưu tập trang sức đầu tiên của mình - Rise, hợp tác với Kapsul Collective. Vào tháng 12, cô tham gia chương trình thực tế Miss Trot 2. Cô đã bị loại ngay từ vòng đầu tiên
Vào ngày 8 tháng 2 năm 2021, Sorn bất ngờ tung ra dòng sản phẩm trang điểm đầu tiên của mình, Don't Waste My Time, hợp tác với VT Cosmetics. Vào ngày 11 tháng 2, chương trình thực tế Steve JobSon của Cube TV được công chiếu, chương trình ghi lại sự hình thành và phát triển của dòng trang điểm.
Vào ngày 18 tháng 3, Cube Entertainment xác nhận rằng Sorn sẽ ra mắt solo vào ngày 23 tháng 3, với đĩa đơn kỹ thuật số tiếng Anh, "Run". Sorn đã tự mình tham gia vào ảnh bìa và video âm nhạc cho đĩa đơn đầu tay của cô ấy
Vào ngày 16 tháng 11, Cube Entertainment thông báo Sorn sẽ rời nhóm sau khi kết thúc hợp đồng độc quyền.

## Tranh cãi
Vào tháng 11/2017,  Sorn đã nhận lời tham gia một buổi trò chuyện trực tuyến với người hâm mộ. Tại đây, Sorn đã bày tỏ sự thất vọng đối với việc thần tượng người nước ngoài bị phân biệt đối xử trong chi trả tiền bản quyền âm nhạc ở Hàn Quốc. Theo đó, Sorn đã giải thích cho người hâm mộ biết tiền bản quyền âm nhạc là gì, công ty giải trí của cô đóng vai trò gì trong việc thanh toán khoản tiền đó và Sorn cũng tiết lộ rằng mình đã kiểm tra tài khoản ngân hàng chuyên dùng cho việc nhận tiền bản quyền sau khi kết thúc đợt quảng bá gần đây. Nhưng những gì Sorn phát hiện ra là trong khi cô và thành viên Elkie chưa nhận được khoản thanh toán thì 5 thành viên người Hàn Quốc còn lại của CLC đã được chuyển tiền đầy đủ.
Sorn đem theo thắc mắc đó đi hỏi lãnh đạo Cube Entertainment và nhận được câu trả lời khá lấp lửng. Mặc dù việc chuyển khoản này không liên quan đến Cube song công ty cho biết do sự khác biệt về luật pháp ở Hàn Quốc và những nước khác nên nghệ sĩ người nước ngoài luôn phải chịu sự thanh toán muộn. Bản thân Cube Entertainment cũng không có cách nào kiểm soát được vấn đề này. Về phía Sorn, cô nàng cho rằng nếu những gì nghệ sĩ Hàn nhận được luôn gồm 4 phần A-B-C-D thì nghệ sĩ người nước ngoài như cô chỉ có thể nhận được một phần A duy nhất. Một sự đối xử bất công đến ngỡ ngàng
Nữ thần tượng người Thái Lan đặt ra rất nhiều câu hỏi về sự khác biệt giữa Hàn Quốc và Quốc tế, cô nàng bày tỏ sự thất vọng khi không thể nào thay đổi sự khác biệt đầy mâu thuẫn đó. Sau đó vào 2019, Sorn nói rằng vấn đề đã được giải quyết với Liên đoàn các nghệ sĩ biểu diễn âm nhạc Hàn Quốc (FKMP).
Vào tháng 12/2019, Sorn gây chú ý khi chia sẻ hình ảnh chụp với bạn bè, trong đó có một người mang chiếc mặt nạ biếm họa mỉa mai người da đen. Lúc bấy giờ, người hâm mộ lẫn cư dân mạng vô cùng ngỡ ngàng và tức giận khi thấy tấm ảnh nhạy cảm này xuất hiện trên Instagram của nữ ca sĩ. Nhiều fan đã nhắc nhở cũng như cảnh báo cô về bài viết gây tranh cãi này. Kết quả là người đẹp đã nhanh chóng xóa đi tấm ảnh.
Tuy nhiên, Sorn sau đó lại không có lời giải thích nào mà bất ngờ cập nhật trạng thái: “Đôi khi mọi người chỉ cần thư giãn thôi, tôi không có ngu đâu”. Động thái này của cô càng khiến fan thất vọng. Nhiều người hâm mộ đã quay lưng với giọng ca 23 tuổi. Cộng đồng fan nhóm CLC thì tuyên bố sẽ tẩy chay cô và chỉ ủng hộ những thành viên còn lại.
Trên Twitter, hashtag về Sorn và tấm ảnh đeo chiếc mặt nạ mô phỏng vẻ ngoài của người da đen một cách đầy chế giễu nằm trong top trending nhiều giờ liền. Đi kèm theo đó là hàng loạt bình luận thể hiện sự chán ghét và chỉ trích sao Kpop này kịch liệt.
Trước sự phẫn nộ ngày càng lớn, Sorn đã phải viết tâm thư dài xin lỗi trên trang cá nhân. Cô cho biết: “Tôi xin lỗi vì đã vô cảm về vấn đề văn hóa và tôi không cố tình xúc phạm bất cứ ai”. Nữ nghệ sĩ khẳng định: “Tôi thật sự xin lỗi và sẽ tự vấn lại những lỗi lầm của mình”. Đồng thời, cô cũng nhấn mạnh sẽ không tái phạm lần nữa.
Mặc cho đã đưa ra lời xin lỗi, nhưng Sorn vẫn không cứu vãn được hình ảnh của mình trong mắt fan và công chúng. Nhiều ý kiến cho rằng thành viên nhóm CLC không hề có thái độ chân thành khi nhận lỗi. Bên cạnh đó, làn sóng tẩy chay Sorn vẫn không có dấu hiệu ngừng lại.

## Danh sách đĩa nhạc
Mọi hoạt động âm nhạc của Sorn đều nằm trong danh sách đĩa nhạc của CLC.

### Góp mặt trong các Video âm nhạc
| Năm  | Bài hát                 | Nghệ sĩ | Album |
| ---- | ----------------------- | ------- | ----- |
| 2012 | Because You Are The One | G.NA    | Oui   |

## Danh sách phim

### Phim truyền hình
| Năm  | Phim                | Vai trò    |
| ---- | ------------------- | ---------- |
| 2010 | Fai Amata (ไฟ อมตะ) | Kaiwei Yao |

### Chương trình truyền hình
| Năm  | Chương trình                              | Kênh truyền hình | Vai trò  | Ghi chú                                                          |
| ---- | ----------------------------------------- | ---------------- | -------- | ---------------------------------------------------------------- |
| 2011 | K-Pop Star Hunt                           | tvN              | Bản thân | Chương trình thử giọng, Sorn đã trở thành học viên của Cube      |
| 2013 | Seoul: Capital of K-Pop (Inside K-Pop)    | NAT GEO People   | Bản thân |                                                                  |
| 2014 | Cube Entertainment's Way of Training Sorn | Arirang          | Bản thân | Phim tài liệu                                                    |
| 2014 | When Charles Met Chulsoo                  | SBS              | Bản thân | Phim tài liệu                                                    |
| 2016 | Idol Party                                | TV Joseon        | Bản thân | Với Yuta (NCT)                                                   |
| 2017 | What Shall We Eat Today                   | Olive            | Bản thân |                                                                  |
| 2019 | Let's Get Rich X OGN                      | OGN Esports      | Bản thân | Chuyến đi đến Thái Lan cùng Ahn Daniel của Teen Top              |
| 2019 | Foreigners in Korea                       | MBC              | Bản thân |                                                                  |
| 2019 | Simply K-Pop                              | Arirang TV       | MC       | 22 tháng 2 - 1 tháng 3                                           |
| 2020 | Miss Trot 2                               | TV Chosun        | Bản thân |                                                                  |
| 2021 | Steve JobSon                              | Cube TV          | Bản thân |                                                                  |
| 2021 | Guide Map K-Road Season 2                 | KBS World        | Bản thân | Loạt series về du lịch, với sự tham gia của Oh Seung-hee của CLC |
| 2021 | Goal Kicking Ladies                       | SBS              | Bản thân |                                                                  |

### Dẫn chương trình
| Năm  | Chương trình | Kênh truyền hình         | Thời gian |
| ---- | ------------ | ------------------------ | --------- |
| 2015 | Simply K-Pop | Arirang TV Pops in Seoul | 30/10     |
| 2019 | Simply K-Pop | Arirang TV Pops in Seoul | 22/2-1/3  |